# Carpodectes hopkei
A Carpodectes hopkei a madarak (Aves) osztályának a verébalakúak (Passeriformes) rendjéhez, ezen belül a kotingafélék (Cotingidae) családjához tartozó faj.

## Rendszerezése
A fajt Hans von Berlepsch német ornitológus írta le 1897-ben.

## Előfordulása
Panama déli részén és Dél-Amerika északnyugati részén, Ecuador és Kolumbia területén honos. A természetes élőhelye a szubtrópusi vagy trópusi síkvidéki és hegyi esőerdők, valamint mangroveerdők. Állandó, nem vonuló faj.

## Megjelenése
Testhossza 22-25 centiméter.

## Életmódja
Főleg gyümölcsökkel táplálkozik.

## Természetvédelmi helyzete
Az elterjedési területe nem igazán nagy, egyedszáma csökken, de még nem éri el a kritikus szintet. A Természetvédelmi Világszövetség Vörös listáján nem fenyegetett fajként szerepel.

## Külső hivatkozások
- Képek az interneten a fajról
- Internet Bird Collection
- Xeno-canto.org